# Opticks

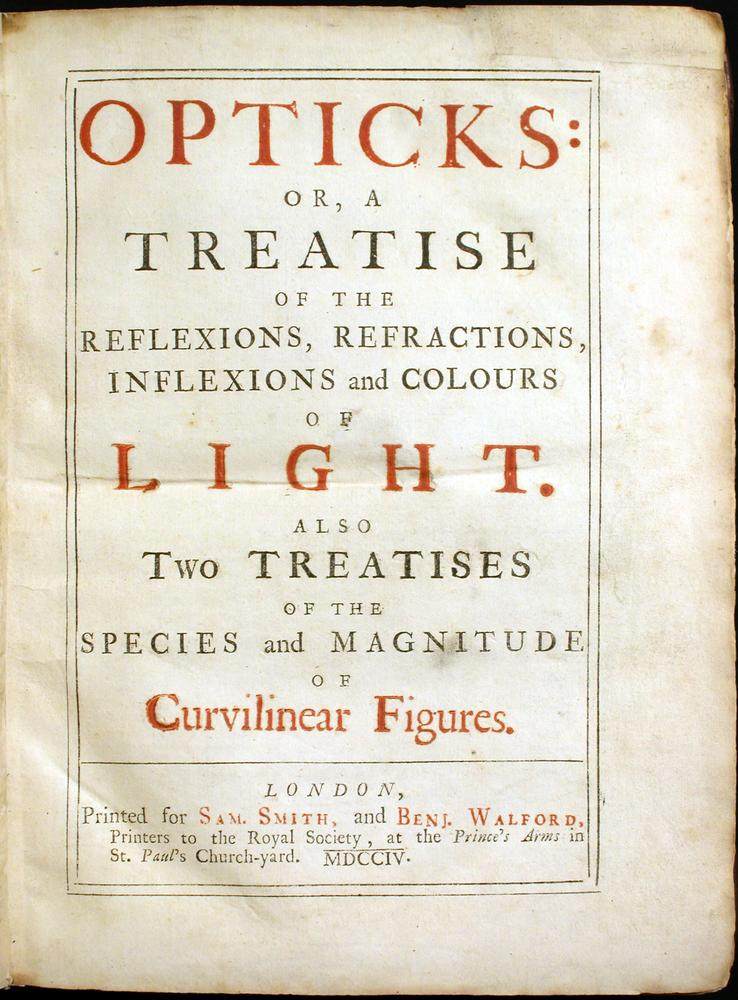

Opticks: or, A Treatise of the Reflexions, Refractions, Inflexions and Colours of Light é um livro do filósofo natural inglês Isaac Newton que foi publicado em inglês em 1704 (uma tradução latina acadêmica apareceu em 1706). O livro analisa a natureza fundamental da luz por meio da refração da luz com prismas e lentes, a difração da luz por folhas de vidro espaçadas e o comportamento das misturas de cores com luzes espectrais ou pós de pigmento. Opticks foi o segundo grande livro de Newton sobre ciência física e é considerado um dos três maiores trabalhos sobre óptica durante a Revolução Científica (ao lado de Astronomiae Pars Optica de Kepler e Traité de la Lumière de Huygens). O nome de Newton não apareceu na página de rosto da primeira edição da Opticks.

## Visão geral
A publicação de Opticks representou uma grande contribuição para a ciência, diferente, mas em alguns aspectos rivalizando com o Principia. Opticks é em grande parte um registro de experimentos e as deduções feitas a partir deles, cobrindo uma ampla gama de tópicos no que mais tarde seria conhecido como óptica física. Ou seja, este trabalho não é uma discussão geométrica da catóptrica ou dióptrica, os tradicionais assuntos de reflexão da luz por espelhos de diferentes formas e a exploração de como a luz é "curvada" ao passar de um meio, como ar, em outro, como água ou vidro. Em vez disso, o Opticks é um estudo da natureza da luz e da cor e dos vários fenômenos de difração, que Newton chamou de "inflexão" da luz.
Neste livro Newton apresenta na íntegra seus experimentos, relatados pela primeira vez à Royal Society de Londres em 1672, sobre dispersão, ou a separação da luz em um espectro de suas cores componentes. Ele demonstra como a aparência da cor surge da absorção seletiva, reflexão ou transmissão das várias partes componentes da luz incidente.
O maior significado da obra de Newton é que ela derrubou o dogma, atribuído a Aristóteles ou Teofrasto e aceito pelos estudiosos no tempo de Newton, que a luz "pura" (como a luz atribuída ao Sol) é fundamentalmente branca ou incolor, e é alterada em cores pela mistura com a escuridão causada por interações com a matéria. Newton mostrou que exatamente o oposto era verdade: a luz é composta de diferentes matizes espectrais (ele descreve sete - vermelho, laranja, amarelo, verde, azul, índigo e violeta), e todas as cores, incluindo o branco, são formadas por várias misturas desses matizes. Ele demonstra que a cor surge de uma propriedade física da luz – cada matiz é refratada em um ângulo característico por um prisma ou lente – mas afirma claramente que a cor é uma sensação dentro da mente e não uma propriedade inerente dos objetos materiais ou da própria luz. Por exemplo, ele demonstra que uma cor vermelho violeta (magenta) pode ser misturada pela sobreposição das extremidades vermelha e violeta de dois espectros, embora essa cor não apareça no espectro e, portanto, não seja uma "cor da luz". Ao conectar as extremidades vermelha e violeta do espectro, ele organizou todas as cores como um círculo de cores que tanto prediz quantitativamente as misturas de cores quanto descreve qualitativamente a semelhança percebida entre os tons.
A contribuição de Newton para a dispersão prismática foi a primeira a delinear matrizes de múltiplos prismas. As configurações de múltiplos prismas, como expansores de feixe, tornaram-se centrais para o projeto do laser ajustável mais de 275 anos depois e prepararam o terreno para o desenvolvimento da teoria de dispersão de múltiplos prismas.

## Recepção
O Opticks foi amplamente lido e debatido na Inglaterra e no continente. A apresentação precoce do trabalho à Royal Society estimulou uma disputa acirrada entre Newton e Robert Hooke sobre a teoria "corpuscular" ou de partículas da luz, o que levou Newton a adiar a publicação do trabalho até depois da morte de Hooke em 1703. No continente, e na França em particular, tanto o Principia quanto o Opticks foram inicialmente rejeitados por muitos filósofos naturais, que continuaram a defender a filosofia natural cartesiana e a versão aristotélica da cor, e alegaram achar os experimentos de prisma de Newton difíceis de replicar. De fato, a teoria aristotélica da natureza fundamental da luz branca foi defendida até o século XIX, por exemplo, pelo escritor alemão Johann Wolfgang von Goethe em sua Zur Farbenlehre (Teoria das Cores) de 1810.
A ciência newtoniana tornou-se uma questão central no assalto empreendido pelos philosophes no Iluminismo contra uma filosofia natural baseada na autoridade dos antigos naturalistas gregos ou romanos ou no raciocínio dedutivo de primeiros princípios (o método defendido pelo filósofo francês René Descartes), em vez da aplicação do raciocínio matemático à experiência ou experimento. Voltaire popularizou a ciência newtoniana, incluindo o conteúdo dos Principia e da Opticks, em seus Elements de la philosophie de Newton (1738), e depois de cerca de 1750 a combinação dos métodos experimentais exemplificados pelo A Opticks e os métodos matemáticos exemplificados pelos Principia foram estabelecidos como um modelo unificado e abrangente da ciência newtoniana. Alguns dos principais adeptos dessa nova filosofia foram figuras proeminentes como Benjamin Franklin, Antoine-Laurent Lavoisier e James Black.
Após Newton, muito foi alterado. Thomas Young e Augustin-Jean Fresnel mostraram que a teoria ondulatória que Christiaan Huygens descreveu em seu Tratado da Luz (1690) poderia provar que a cor é a manifestação visível do comprimento de onda da luz. A ciência também começou lentamente a reconhecer a diferença entre a percepção da cor e a óptica matematizável. O poeta alemão Goethe, com sua diatribe épica Teoria das Cores, não poderia abalar a fundação newtoniana - mas "um buraco Goethe encontrou na armadura de Newton. acromatismo e refração sendo incompatíveis. Esta inferência foi provada por Dollond estar errada". (John Tyndall, 1880)